# Ivan Marković (directeur de la photographie)
Pour les articles homonymes, voir Marković et Ivan Marković (football).
Ivan Marković, né le 19 avril 1989 à Belgrade (Yougoslavie), est un directeur de la photographie serbe, également réalisateur et monteur.

## Biographie
Ivan Marković naît en 1989 à Belgrade, alors capitale de la Yougoslavie et aujourd’hui capitale de la république de Serbie.
Il termine en 2012 ses études en cinématographie puis obtient une maîtrise en art et médias à l'université des arts de Berlin.
Son film Chun nuan hua kai, coréalisé avec Linfeng Wu, remporte le Grand Prix du Festival international du film de Jeonju 2019.
Ivan Marković travaille à Belgrade et à Berlin

## Filmographie partielle

### Au cinéma

#### Comme directeur de la photographie
- 2010 : I'm Good, I'm Gone  (court métrage)
- 2011 : Crveni makovi  (court métrage)
- 2011 : Fragmenti  (court métrage, aussi monteur)
- 2011 : Momci, gde ste  (court métrage)
- 2012 : Bibi  (court métrage)
- 2012 : Something Sweet  (court métrage)
- 2013 : Intro  (court métrage)
- 2014 : D.N.K. (aussi monteur)
- 2014 : Daljine  (court métrage)
- 2014 : Zakloni  (court métrage)
- 2015 : Dvorista  (court métrage)
- 2016 : Bai niao  (court métrage, aussi monteur)
- 2016 : Mjesta u blizini  (court métrage)
- 2016 : Svi severni gradovi
- 2016 : White Bird  (court métrage)
- 2017 : Meanwhile  (court métrage)
- 2018 : Centar (aussi monteur)
- 2018 : Sinovi smo tvog stijenja  (court métrage)
- 2018 : Ti imas noc
- 2019 : Chun nuan hua kai (aussi monteur)
- 2019 : J'étais à la maison, mais...
- 2020 : Tesaurus  (court métrage)
- 2020 : Soon It Will Be Darks  (court métrage, aussi monteur)
- 2021 : Everything Ahead  (court métrage)
- 2021 : Paysages résistants
- 2021 : Rampart
- 2022 : The Eclipse
- 2023 : Musik

#### Comme réalisateur
- 2016 : White Bird (court métrage, coréalisation)
- 2016 : Bai niao (court métrage, coréalisation)
- 2018 : Centar
- 2019 : Chun nuan hua kai
- 2025:  Inventory (court métrage)

## Récompenses et distinctions
- (en) Ivan Marković: Awards, sur l'Internet Movie Database